# BD-17°63 b
BD-17°63 b (بالإنجليزية: BD-17°63 b)‏ الذي يرمز له بالرمز BD-17 63b، هو كوكب خارج المجموعة الشمسية، في كوكبة قيطس، يتبع BD−17 63 ‏.

## الاكتشاف
اكتشف في 26 أكتوبر 2008.